# Kościół w Grötlingbo
Kościół w Grötlingbo – świątynia należąca do diecezji Visby Kościoła Szwecji. Znajduje się w południowej części Gotlandii.

## Architektura
Najstarsza pisemna wzmianka o tutejszym kościele pochodzi z 1296 roku i mieści się w jednej z bulli papieskich. Prace archeologiczne prowadzone w połowie XX wieku wykazały jednak, że murowany kościół znajdował się w tym miejscu już w XII wieku. Zanim postawiono obecną budowlę, wcześniej stała tu świątynia romańska, z której pochodzą płaskorzeźby zdobiące dziś południową ścianę. W XIII wieku od zachodu dobudowano wieżę, zaś pod koniec XIV wieku przeprowadzono gruntowną przebudowę całej świątyni do obecnego kształtu. Od tego czasu w bryle kościoła praktycznie już niczego nie zmieniano.

## Wnętrze

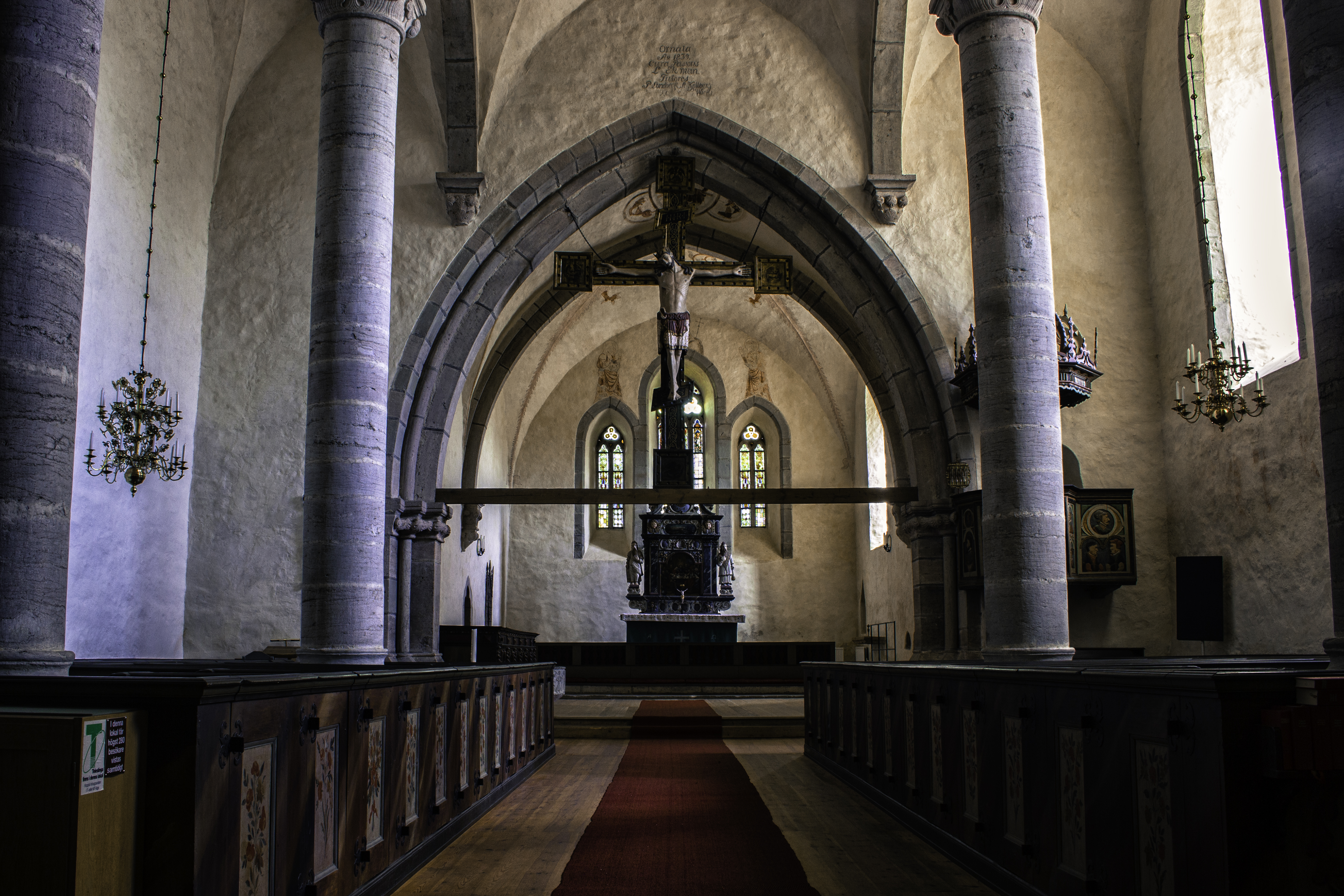
Wnętrze

W porównaniu z innymi świątyniami Gotlandii, kościół w Grötlingbo jest duży. Zbudowany został z miejscowego piaskowca. Jest trzynawowy, przy czym nawy wyznaczają szeregi kolumn. Prezbiterium pozbawione jest absydy; kończy się za to trzema smukłymi gotyckimi oknami, typowymi dla średniowiecznych kościołów Gotlandii. Wieża jest romańska, ale jej szczyt pochodzi z XVIII wieku.
Południową ścianę świątyni zdobią pochodzące z około 1200 roku elementy fryzu romańskiego wykonanego przez Sigrafa. Przedstawiają one zwierzęta oraz mityczne stwory, a także walczących mężczyzn i rycerzy na koniach. Badacze są podzieleni w kwestii znaczenia owych rysunków. Niektórzy przypuszczają, że może to być ilustracja sił zła ścigających człowieka. Inni twierdzą, że to zilustrowanie jakiejś starożytnej opowieści, być może poematu Beowulf. Dwa rzeźbione portale po południowej stronie kościoła są późniejsze i reprezentują gotyk. Pochodzą z połowy XIV wieku i przypisywane są warsztatowi Egypticusa. Tutejsze rzeźby przedstawiają sceny religijne, m.in. Maryję i zmartwychwstanie. Dostrzec w nich także można typowe dla tego warsztatu uśmiechnięte twarze.
We wnętrzu prezbiterium zachowało się kilka fresków z XIV wieku, przedstawiających sceny chrześcijańskie tego samego typu, co na wyżej wspomnianych rzeźbionych portalach. Na sklepieniu nawy znajdują się czysto dekoracyjne freski. Krzyż triumfalny pochodzi z połowy XIII wieku. Chrzcielnica jest XII-wiecznym dziełem Sigrafa. Dostrzec na niej można przedstawienie Trzech Mędrców. Określa się ją jako jeden z najwspanialszych przykładów sztuki rzeźbiarskiej. Ambona pochodzi z okresu renesansu; pierwotnie została wykonana dla katedry w Visby. Do dziś widnieje na niej herb duński oraz wizerunek Melanchtona, ponieważ to duńscy duchowni wprowadzili na Gotlandii reformację. W posadzce kościoła zobaczyć można kilka średniowiecznych płyt nagrobnych oraz dwa kamienie runiczne.